# Need You Now
Need You Now es el segundo álbum de estudio del grupo de música Lady A. El álbum fue lanzado el 26 de enero de 2010, por la discográfica Capitol Nashville. Es el álbum sucesor de su álbum debut homónimo lanzado en 2008. Debutó en el puesto número uno en el Billboard 200 con 481.000 copias vendidas en su primera semana. El presente álbum fue certificado doble platino por la RIAA el 14 de abril de 2010, ya que ha vendido más de 2 millones de copias.

## Lista de canciones
| N.º | Título                      | Escritor(es)                                           | Duración |  |
| 1.  | «Need You Now»              | Dave Haywood, Josh Kear, Charles Kelley, Hillary Scott | 4:37     |  |
| 2.  | «Our Kind of Love»          | Haywood, Kelley, Scott, Michael Busbee                 | 4:09     |  |
| 3.  | «American Honey»            | Cary Barlow, Hillary Lindsey, Shane Stevens            | 3:44     |  |
| 4.  | «Hello World»               | Tom Douglas, Tony Lane, David Lee                      | 5:26     |  |
| 5.  | «Perfect Day»               | Jerry Flowers, Haywood, Kelley, Scott                  | 3:21     |  |
| 6.  | «Love This Pain»            | Marv Green, Jason Sellers                              | 3:03     |  |
| 7.  | «When You Got a Good Thing» | Haywood, Kelley, Scott, Rivers Rutherford              | 4:57     |  |
| 8.  | «Stars Tonight»             | Monty Powell, Haywood, Kelley, Scott                   | 4:04     |  |
| 9.  | «If I Knew Then»            | Kelley, Powell, Anna Wilson                            | 4:15     |  |
| 10. | «Something 'Bout a Woman»   | Haywood, Kelley, Scott, Craig Wiseman                  | 3:41     |  |
| 11. | «Ready to Love Again»       | Haywood, Kelley, Scott, Busbee                         | 2:53     |  |

| Edición Internacional (Versión pop) |                                                                            |                                                        |          |  |
| N.º                                 | Título                                                                     | Escritor(es)                                           | Duración |  |
| 1.                                  | «Need You Now»                                                             | Dave Haywood, Josh Kear, Charles Kelley, Hillary Scott | 3:55     |  |
| 2.                                  | «Our Kind of Love»                                                         | Haywood, Kelley, Scott, Busbee                         | 4:07     |  |
| 3.                                  | «American Honey»                                                           | Cary Barlow, Hillary Lindsey, Shane Stevens            | 3:45     |  |
| 4.                                  | «Hello World»                                                              | Tom Douglas, Tony Lane, David Lee                      | 5:24     |  |
| 5.                                  | «Perfect Day»                                                              | Jerry Flowers, Haywood, Kelley, Scott                  | 3:21     |  |
| 6.                                  | «Love This Pain»                                                           | Marv Green, Jason Sellers                              | 3:03     |  |
| 7.                                  | «Stars Tonight»                                                            | Monty Powell, Haywood, Kelley, Scott                   | 4:02     |  |
| 8.                                  | «When You Got a Good Thing»                                                | Haywood, Kelley, Scott, Rivers Rutherford              | 4:56     |  |
| 9.                                  | «If I Knew Then»                                                           | Haywood, Kelley, Scott, Anna Wilson                    | 4:13     |  |
| 10.                                 | «Lookin' for a Good Time»                                                  | Haywood, Kelley, Scott, Lindsey, Keith Follesé         | 3:06     |  |
| 11.                                 | «Ready to Love Again»                                                      | Haywood, Kelley, Scott, Busbee                         | 2:51     |  |
| 12.                                 | «I Run to You»                                                             | Haywood, Kelley, Scott, Lindsey, Tom Douglas           | 4:17     |  |
| 13.                                 | «Bottle Up Lighting (bonus track en Japón) (Sencillo exclusivo para Zune)» |                                                        |          |  |
| 14.                                 | «"Last Night Last" (bonus track en iTunes)»                                |                                                        | 4:13     |  |

## Lista de ventas
Need You Now debutó en #1 en el Billboard 200 estadounidense con 481.000 ventas la primera semana. Después de un mes desde su lanzamiento había vendido 1.000.000 copias, y fue certificada doble platino por la RIAA.
| Lista (2010)                      | Posición más alta |
| --------------------------------- | ----------------- |
| Australian Albums Chart           | 34                |
| Australian Country Albums Chart   | 1                 |
| Canadian Albums Chart             | 1                 |
| Canadian Top Country Albums       | 1                 |
| Dutch Albums Chart                | 8                 |
| Irish Albums Chart                | 11                |
| New Zealand Albums Chart          | 1                 |
| South African Albums Chart        | 3                 |
| Swedish Albums Chart              | 29                |
| UK Albums Chart                   | 8                 |
| U.S. Billboard 200                | 1                 |
| U.S. Billboard Top Country Albums | 1                 |

| Región         | Proveedor | Certificación | Ventas    |
| -------------- | --------- | ------------- | --------- |
| Estados Unidos | RIAA      | 2× Platinum   | 2,081,000 |
| Canadá         | CRIA      | Platinum      | 80,000+   |
| Nueva Zelanda  | RIANZ     | Gold          | 7,500+    |
| Sudáfrica      | RiSA      | Gold          | 25,000    |

## Historial de lanzamiento
| País           | Fecha                 | Discográfica |
| -------------- | --------------------- | ------------ |
| Estados Unidos | 26 de enero de 2010   | Capitol      |
| Canadá         | 26 de enero de 2010   | Capitol      |
| Sudáfrica      | 26 de enero de 2010   | EMI          |
| Australia      | 12 de febrero de 2010 | EMI          |
| Reino Unido    | 3 de mayo de 2010     | Parlophone   |
| Alemania       | 7 de mayo de 2010     | Capitol      |
| Brasil         | 21 de mayo de 2010    | EMI          |
| México         | 21 de mayo de 2010    | EMI          |
| Japón          | 26 de mayo de 2010    | Toshiba-EMI  |